# Ion Oblemenco
Ion Oblemenco (* 13. Mai 1945 in Corabia, Kreis Romanați, heute im Kreis Olt; † 1. September 1996 in Agadir, Marokko) war ein rumänischer Fußballspieler und -trainer. Er bestritt 272 Spiele in der höchsten rumänischen Fußballliga, der Divizia A.

## Spielerkarriere

### Vereine
Ion Oblemenco begann mit dem Fußballspielen in seiner Heimatstadt Corabia. Im Jahr 1960 verschlug es ihn in die nahegelegene Großstadt Craiova. Dort durchlief er zwar die Jugendmannschaften, begann seine Karriere aber in der Saison 1963/64 bei Rapid Bukarest, wo er am 5. Juli 1964 im Spiel gegen Știința Craiova zu seinem ersten Einsatz in der Divizia A kam und sogleich ein Tor erzielen konnte. Mit Rapid wurde Oblemenco zwar dreimal in Folge Vizemeister, kam dabei aber kaum zum Einsatz.
Im Sommer 1966 kehrte er nach Craiova zurück und ging fortan für Universitatea Craiova auf Torejagd. Schon in seiner ersten Saison gelang ihm der Durchbruch und er wurde Torschützenkönig der Divizia A. Diesen Erfolg konnte er in den Spielzeiten 1969/70, 1971/72 und 1972/73 wiederholen. In der darauffolgenden Spielzeit konnte Oblemenco seine Treffsicherheit zwar nicht wie gewohnt unter Beweis stellen, gewann aber nach der Vizemeisterschaft im Vorjahr die erste rumänische Meisterschaft der Vereinsgeschichte.
Im Jahr 1977 verließ Oblemenco Craiova, nachdem er im selben Jahr erstmals den rumänischen Pokal gewonnen hatte, und ging in die Divizia B zu FCM Galați. Dort beendete er ein Jahr später seine Karriere.

### Nationalmannschaft
Obwohl Oblemenco zu den erfolgreichsten rumänischen Stürmern der 1970er-Jahre gehört, bestritt er kein einziges A-Länderspiel.

### Erfolge als Spieler
- Rumänischer Meister: 1974
- Rumänischer Pokalsieger: 1977
- Rumänischer Vizemeister: 1965, 1966, 1973
- Rumänischer Torschützenkönig: 1967, 1970, 1972, 1973

## Trainerkarriere

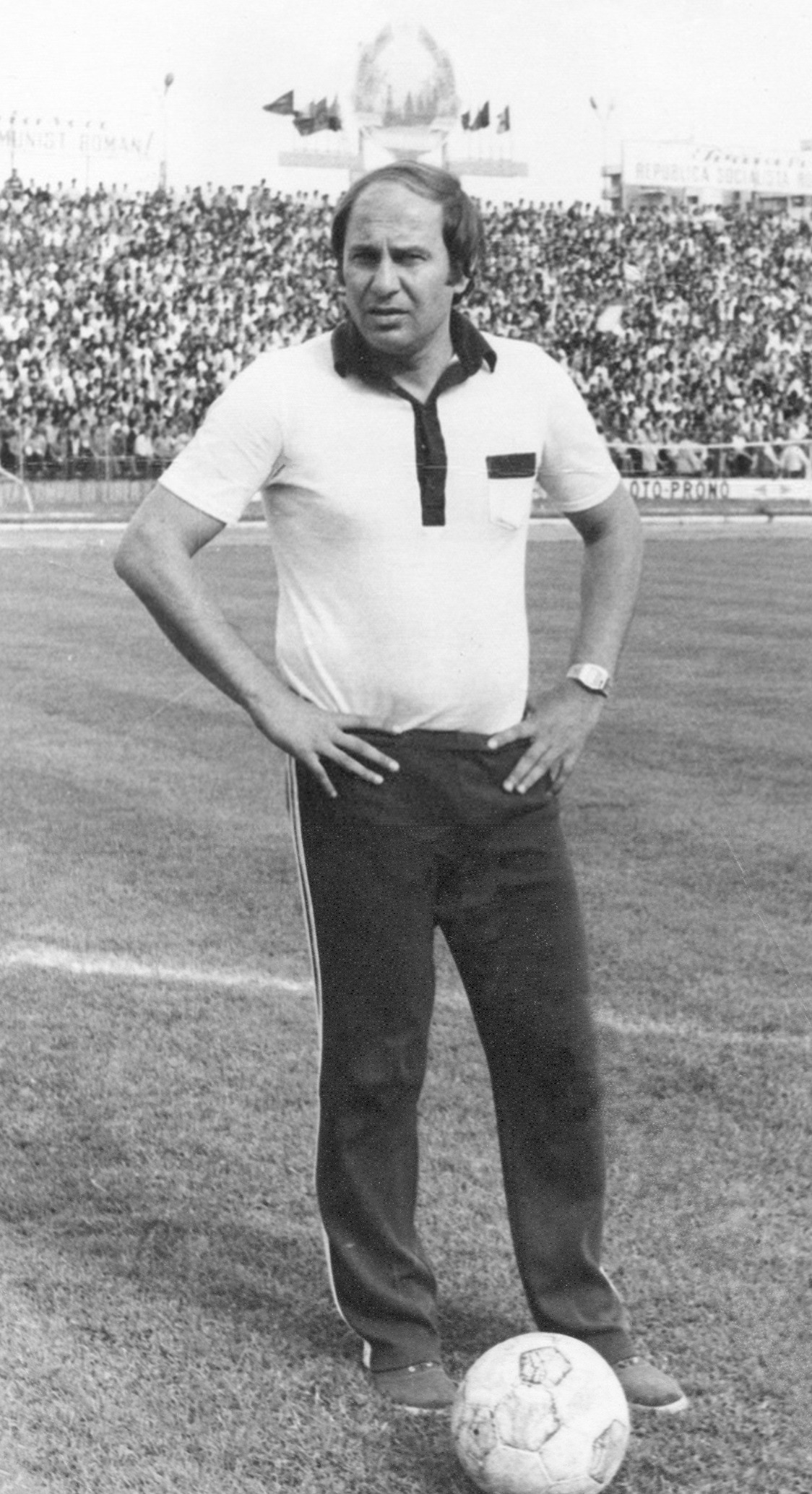
Ion Oblemenco als Trainer des FC Universitatea Craiova (1982)

Nach dem Ende seiner aktiven Laufbahn begann Oblemenco zu Beginn der Saison 1979/80 zunächst als Co-Trainer seines früheren Vereins Universitatea Craiova, ehe er im Jahr darauf Cheftrainer des amtierenden Meisters wurde. Er konnte an der Seitenlinie im darauffolgenden Jahr nicht nur diesen Titel verteidigen, sondern zusammen mit dem Pokalsieg erstmals das Double nach Craiova holen.
Nach der Vizemeisterschaft 1981/82 verließ Oblemenco Uni Craiova und übernahm den Ligakonkurrenten Chimia Râmnicu Vâlcea, den er zweimal zum Klassenerhalt führte, ehe er in der Winterpause 1984/85 durch Lucian Cataragiu ersetzt wurde. Anschließend trainierte er zu Beginn der Saison 1985/86 für kurze Zeit den FC Olt Scornicești, bevor er schon nach sieben Spieltagen von Constantin Oțet abgelöst wurde.
Im Jahr 1990 kehrte Oblemenco zu Uni Craiova zurück und war zunächst in verschiedenen Funktionen im Umfeld des Vereins tätig. In der Saison 1992/93 übernahm er als Nachfolger des entlassenen Sorin Cârțu noch einmal den Posten des Cheftrainers. Im März 1993 wurde er von Marian Bondrea abgelöst. Im Jahr 1996 wechselte er ins Ausland und übernahm den marokkanischen Klub Hassania d’Agadir. Am 1. September 1996 verstarb er während eines Ligaspiels infolge eines Herzinfarkts auf der Trainerbank.

### Erfolge als Trainer
- Rumänischer Meister: 1981
- Rumänischer Pokalsieger: 1981
- Rumänischer Vizemeister: 1982
- Viertelfinale Europacup der Landesmeister:  1982

## Sonstiges
Nach seinem Tod wurde Oblemenco von der Stadt Craiova posthum zum Ehrenbürger ernannt. Außerdem trug das alte Ion-Oblemenco-Stadion in Craiova von 1996 bis zum Abriss 2015 seinen Namen. Auch das neue, 2017 eröffnete, Stadion der Stadt heißt wieder Ion-Oblemenco-Stadion.